# Vodianoi
El vodianói (del ruso водяной, "acuático") es una criatura ficticia perteneciente al folclore y la mitología eslava.
Aunque las representaciones de él varían, normalmente se le describe como un anciano de mal aspecto, con el pelo y la barba verdes, lo que hace que a veces reciba el apodo de "abuelo". El vodianói es un espíritu que habita bajo el agua, y por tanto puede tener algunos atributos propios de los peces, como las escamas o la cola. También es frecuente que se le represente cubierto de algas, lodo o de mugre en general.
Pese a que no es un ser completamente maligno, gusta de ahogar a los seres humanos, por lo que es temido por aquellos que se bañan en lagos, estanques y similares. Los molineros sienten un particular respeto por los vodianói, ya que éstos detestan los molinos y las represas por obstruir el libre fluir de las aguas. En ocasiones son los propios molineros los que se ven obligados a hacer sacrificios humanos (por ejemplo ahogando a algún incauto en la represa) para tratar de aplacar a los vodianói y que no dañen el molino. En el folclore checo, las almas de los ahogados son conservadas en recipientes de porcelana que la criatura guarda con recelo.
Del vodianói depende el movimiento o vida de las aguas: Cuando está borracho hace que las aguas se desborden, si está satisfecho ayuda a los pescadores, conduciendo los peces a las redes, pero si se enfada provoca tormentas, hunde los barcos y ahoga a los marineros.
Los vodianói acostumbran a casarse con las rusalkas, o a tenerlas como sirvientas.